# Special Boat Service
Le Special Boat Service est une unité des forces spéciales de la Royal Navy. Avec le Special Air Service, le Special Reconnaissance Regiment et le Special Forces Support Group, ils forment les United Kingdom Special Forces (l'équivalent britannique du COS français).
Constituée en majorité de soldats provenant des Royal Marines, le SBS remplit les mêmes missions que le SAS, avec une spécialisation dans le milieu maritime.

## Historique
Le Special Boat Service est issu du regroupement à la fin de la Seconde Guerre mondiale de diverses unités spéciales navales provenant de différentes armées britanniques :
- British Army : Special Boat Sections (1 SBS, 2 SBS, Z SBS) attachées aux bataillons Commando et, brièvement pour l'une d'elles, au régiment Special Air Service en Europe, spécialisées dans les opérations en kayak (raids de sabotage, infiltration/exfiltration d'agents, récupérations de soldats coincés derrière les lignes ennemies en Crète) ; par la suite les A, B et C Groups SBS furent créés en Extrême-Orient par des spécialistes issus des SBS d'Europe ;
- Royal Marines : le Royal Marines Boom Patrol Detachment (RMBPD) spécialisé dans le raid de sabotage en kayak (célèbre pour  l'opération Frankton dans l'estuaire de la Gironde), que le SBS actuel considère comme son ancêtre direct ; et le Royal Marines Detachment 385, unité similaire en Extrême-Orient ;
- Royal Navy : les Combined Operations Pilotage Parties (COPPs) spécialisées dans la reconnaissance de plages en vue des opérations amphibies et le guidage des troupes de débarquement ; et les Sea Reconnaissance Units (SRU) créées pour développer les techniques sous-marines comme les Chariot.

En avril 1944, Lord Philip Mountbatten avait créé le Small Operations Group (SOG) pour regrouper les différentes unités spéciales du front Extrême-Orient (A Group SBS, RM Detachment 385, SRU, COPP).
Début 1946, la School of Combined Operations Beach and Boat Section (SCOBBS) est créée à Fremington dans le Devon pour regrouper les cadres restants de ces unités (sauf le RMBPD qui avait déménagé à Harris's Boat Yard, Appledore) et conserver ce genre de compétences. Moins d'un an plus tard, elle fusionne avec le RMBPD et est renommée Combined Operations Beach and Boat Section (COBBS), basée à la RM Amphibious School d'Eastney à laquelle elle est rattachée. En 1948 elle est à nouveau renommée Small-Raids Wing (SRW).
En 1950, le lieutenant Peter « Pug » Davis de la SRW est envoyé créer une unité attachée à la Flottille du Rhin. Son but en temps de guerre serait de saboter les ponts du Rhin, et en cas de franchissement de celui-ci, d'opérer derrière les lignes ennemies. Cette unité est appelée RM Demolition Unit of the Rhine Flotilla puis 2 Special Boat Section (2SBS), une 1SBS existant en Angleterre comme élément opérationnel de la SRW. La 2SBS du Rhin est continuellement augmentée, au point qu'une 3SBS est créée en 1951.
Vers la même époque sont formées les 4SBS et 5SBS de la RM Force Volunteer Reserve (réservistes des Royal Marines). Enfin, la 6SBS est formée à Malte, en soutien du 42 Commando Royal Marines lorsque celui-ci s'y installe en 1952. Entretemps, la SRW est devenue la Special Boat Wing. Cette unité est elle-même renommée en 1958 Special Boat Company.
En 1975, la Special Boat Company est renommée Special Boat Squadron (SBS). Quelques changements sont opérés avec notamment l'apparition de la mission de contre-terrorisme maritime. Une nouvelle 5SBS est formée, spécialiste du contre-terrorisme sur les plates-formes pétrolières qui se multiplient en Mer du Nord, tandis que la 1SBS est spécialisée dans le contre-terrorisme sur navires.
Enfin, en 1987, l'escadron est renommé Special Boat Service (SBS), et les 1SBS et 5SBS sont regroupées dans le M Squadron ; cette même année, un quartier-général est créé pour les forces spéciales britanniques avec sous ses ordres le SAS, le SBS et les éléments dédiés de la RAF. Un des principaux efforts dans les années suivantes est le rapprochement du SAS et du SBS. Des individus d'une des unités sont affectés à l'autre et vice-versa (un d'entre eux a ainsi accompagné un détachement du SAS en Colombie chargé de former la police anti-drogue en 1990). Vers le milieu des années 1990 est créé un stage de sélection commun aux SAS et SBS pour sa plus grande partie, et les personnels de la British Army et des Royal Marines peuvent être affectés à l'une ou l'autre unité.
À la fin des années 1990, le SBS est réorganisé en trois escadrons spécialisés. Enfin, en 2003, sont créés un insigne de béret et une devise officiels pour le SBS.

## Opérations

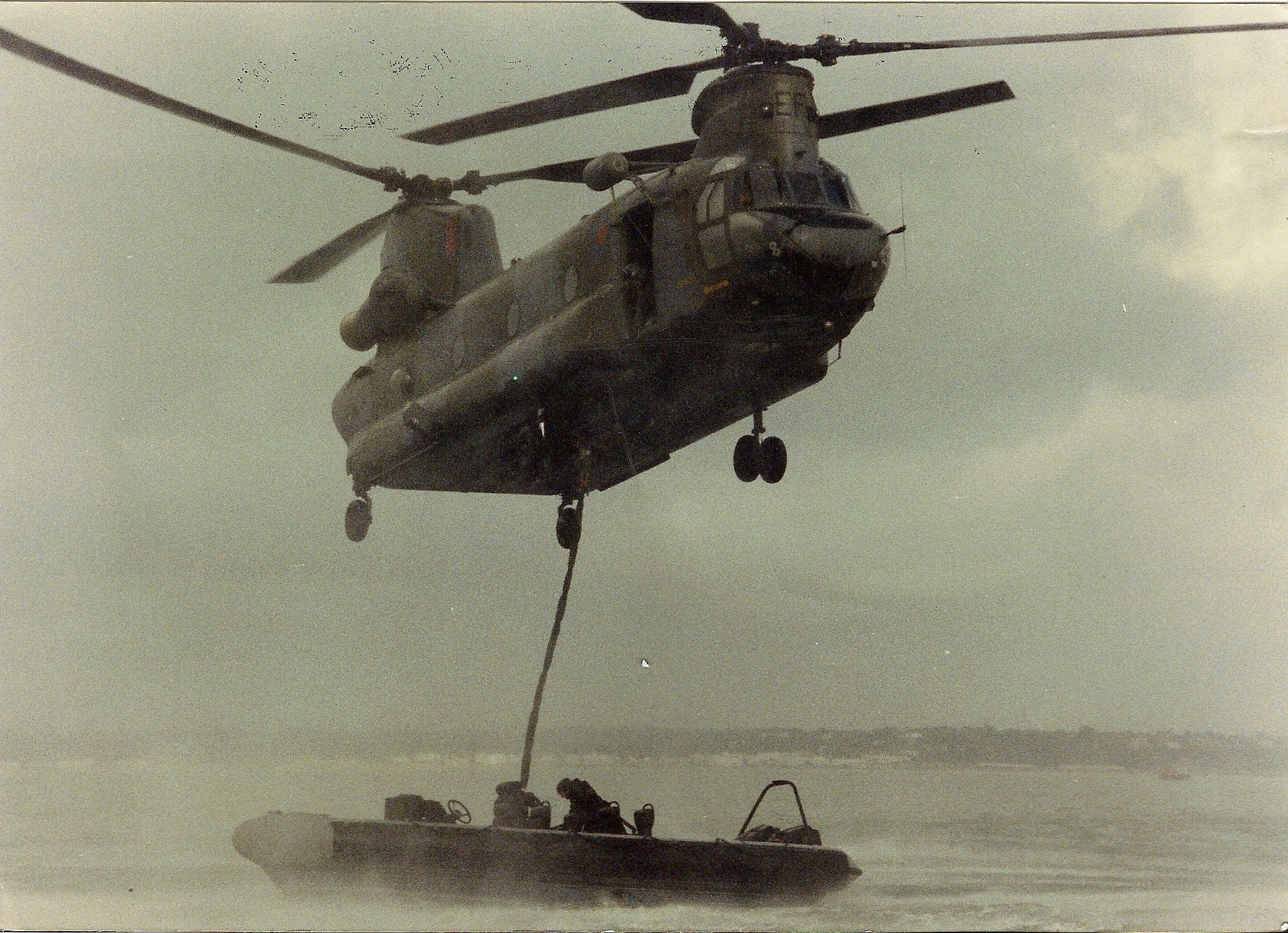
Exercice du Special Boat Service avec un Boeing CH-47 Chinook.

Les différentes unités sont dispersées sur les bases militaires britanniques le long de la « route des Indes », de Suez à Hong Kong en passant par Bahreïn et Singapour. Dans les années 1950, ils se déplaçaient de Malte à la Malaisie selon les besoins.
Des unités ont participé aux opérations combinées de reconnaissance, de pilotage et de préparation des plages de débarquement pour des opérations amphibies. Les SBS étaient employés pour des raids le long des côtes et sur les voies d'eau, ainsi que pour des missions de démolition des ponts, en vue de retarder l'avance des forces adverses.
Durant la guerre de Corée, ils ont combattu à la bataille du Réservoir de Chosin en compagnie de leurs collègues américains de la 1st Marine Division. Pendant la campagne de Suez en 1956, ils faisaient des missions de reconnaissance et de dégagement des plages de débarquement.
Durant la confrontation indonésio-malaisienne, lorsque les troupes indonésiennes tentaient de passer la frontière de la partie malaise de Bornéo, deux unités de la SBS les attendaient. Un autre travail était de faire venir de la mer des patrouilles de jungle constituées principalement de Gurkhas dans la lutte anti-guérilla.
À la même époque, dans des confrontations avec les Égyptiens qui soutenaient la guérilla dans le protectorat d'Aden, devenu par la suite le Yémen du Sud, le SBS collaborait avec le SAS et retrouvait sa fonction première de reconnaissance et de raids commandos, le long de la côte, pendant que le SAS s'enfonçait en profondeur dans la péninsule.
Des SBS ont participé à la lutte contre la rébellion du Dhofar, à Oman, notamment en faisant une reconnaissance de plage pour un débarquement à Salalah en 1973.
Dans les années 1970, le SBS était de tous les combats contre l'insurrection communiste de différentes façons, comprenant l'arpentage hydrographique. Le SBS, comme le SAS, est devenu une force anti-terroriste de surveillance, de renseignement et d'action, en vue de protéger les plates-formes pétrolières en mer du Nord.
Des membres du SBS ont fait partie des détachements de forces spéciales en Irlande du Nord à la fin des années 1970 aux côtés du SAS, mais cette participation a été abandonnée après quelques années. Le SBS a cependant continué à être présent en Irlande du Nord en fournissant continuellement des opérateurs à la 14 Intelligence Company de renseignement.
À la fin des années 1970, une équipe du SBS fit une reconnaissance sous-marine de la coque d'un bâtiment soviétique.
Lorsque l'Argentine a envahi les îles Malouines en avril 1982, 84 hommes du SBS, sous le commandement du major Jonathan Thomson, se sont précipités vers la Géorgie du Sud pour reprendre le terrain et établir des postes d'observation et de reconnaissance des terrains, trois semaines avant le grand débarquement des forces britanniques. Le SBS faisait la reconnaissance et l'exploration des plages propices à un débarquement avant l'arrivée des commandos et des parachutistes qui ont fait la relève à la baie de San Carlos le 21 mai. Après la reprise, le SBS continua sa fonction de reconnaissance plus loin à l'intérieur des terres, en coopération avec le SAS. Elle perdit un homme durant cette guerre à la suite d'un tir ami venant d'un membre du SAS le 2 juin 1982.
Un escadron du SBS a été déployé avec le 22 SAS pendant la guerre du Golfe.

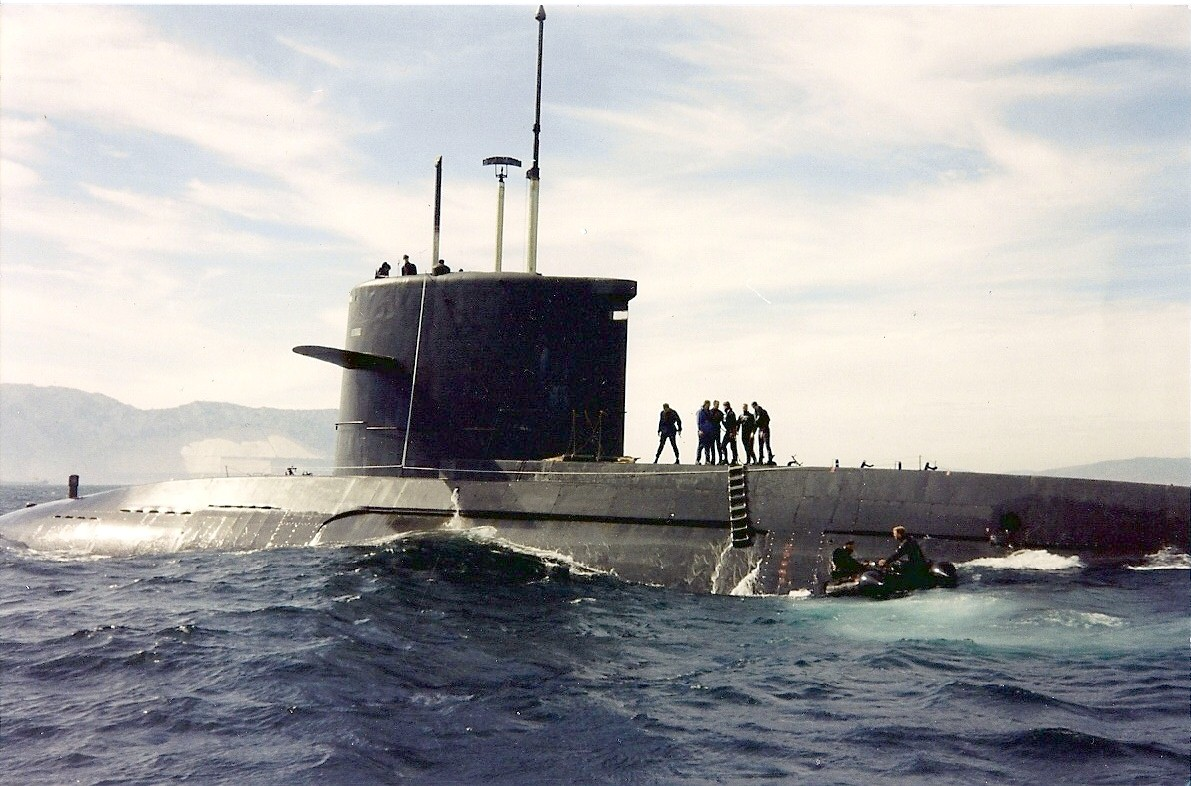
Équipe du SBS lors d'un exercice sur le pont d'un sous-marin de la classe Zwaardvis de la marine néerlandaise.

La nuit du 23 janvier 1991, une trentaine de SBS furent infiltrés par deux hélicoptères Chinook britanniques à quelques dizaines de kilomètres seulement de Bagdad, avec pour mission de détruire un câble de communication en fibre optique souterrain. L'infiltration et l'exfiltration nécessitant cinq heures, les troupes ne purent pas rester plus d'une heure trente au sol pour que l'exfiltration se fasse avant l'aube. Pendant cette durée, les SBS déterrèrent et coupèrent plusieurs câbles, mais aucun n'était la fibre optique. À court de temps, ils bourrèrent un des trous de plusieurs centaines de kilos d'explosif et détruisirent ce qui restait des câbles.

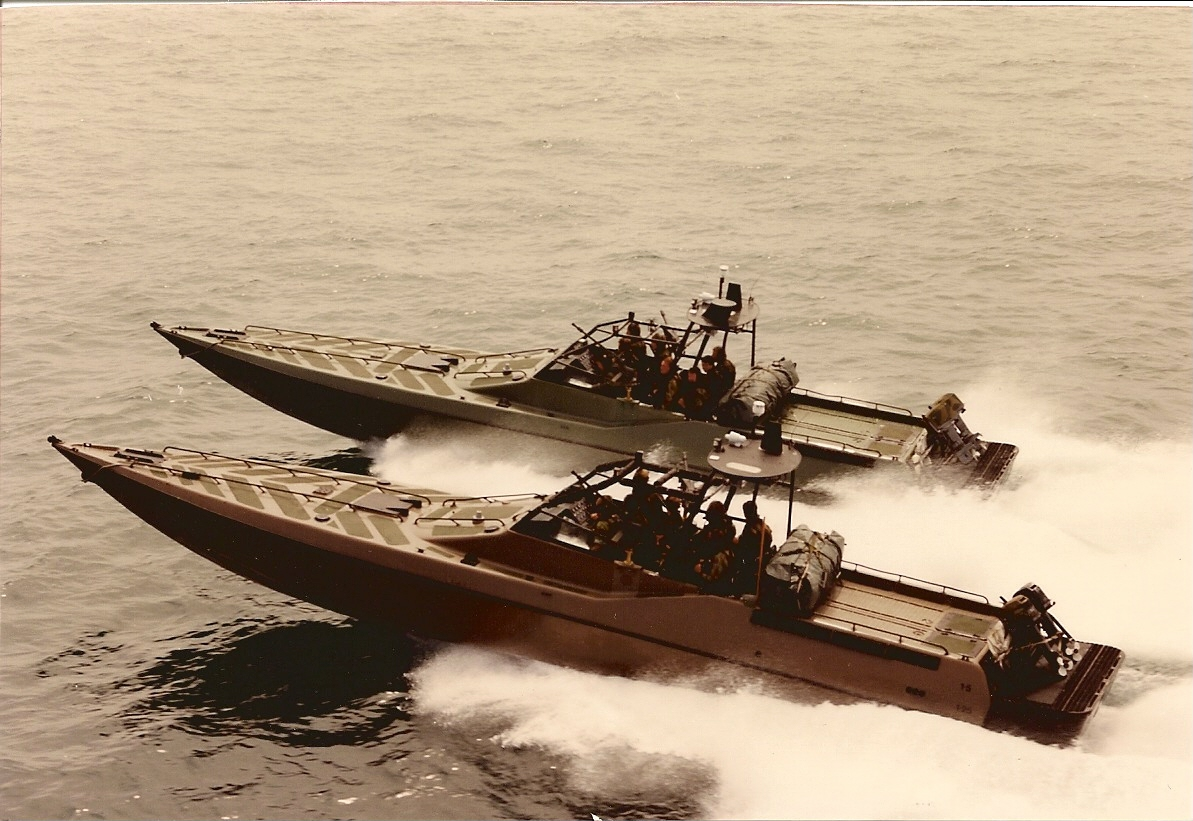
Deux Long Range Insertion Craft (LRIC). Les bateaux photographiés sont des Enforcer 46 fabriqués par VT Halmatic. Leur vitesse de pointe dépasse les 60 nœuds.

Un commandant du SBS, en détachement depuis un an auprès du 22 SAS comme officier commandant le A Squadron, commandait Alpha One Zero, un des deux patrouilles motorisées formées par cet escadron. À la suite de ses actions erratiques (il fallut cinq jours et l'aide d'un commandant du SAS pour qu'Alpha One Zero franchisse la frontière, puis elle se replia après le premier contact avec un véhicule irakien), il fut relevé de ses fonctions sur le terrain, une première dans l'histoire du SAS. Fin février, le SBS prit d'assaut l'ambassade britannique de Koweït City, action qui se déroula sans autre incident que les protestations des diplomates anglais à propos de la destruction des portes sculptées lors de l'entrée en force, et la confusion des journalistes qui prirent les SBS pour des SAS.
Dans les années 1990, le SBS a collaboré avec la police britannique dans la lutte contre le trafic de drogue, et a réalisé plusieurs abordages de navires soupçonnés d'en transporter. En 1999, ils ont servi au Timor oriental. En 2000, deux douzaines d'hommes du SBS forment avec une cinquantaine de SAS des groupes de combats mixtes lors de l'opération Barras pour libérer des militaires britanniques otages de rebelles en Sierra Leone.

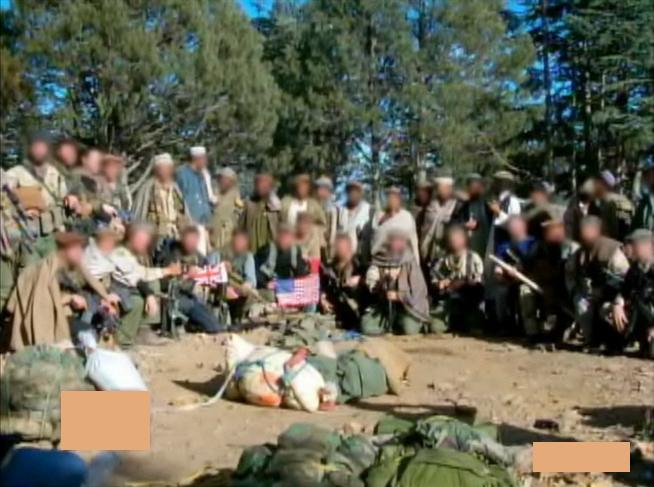
Commandos de la Delta Force et du SBS à Tora Bora

Cette unité s'est retrouvée loin de son élément naturel en sécurisant l'aéroport de Bagram durant la guerre d'Afghanistan en 2001. Une escouade de SBS stationnée à la base avancée de Mazar-e-Charif fut parmi les renforts envoyés lors de la mutinerie de Qala-e-Jangi. Une patrouille SBS guida des frappes contre un important camp terroriste dans la vallée de Naka. Une douzaine de SBS participèrent à la bataille de Tora Bora aux côtés de la Delta Force.
Le 21 décembre 2001, dans la Manche, une équipe de SAS et SBS prit d'abordage le cargo civil MV Nisha, soupçonné de transporter du matériel terroriste. La fouille détaillée du navire ne découvrit aucune cargaison suspecte.
En 2003, le SBS a également participé à l'opération liberté irakienne. Un escadron en patrouille dans l'ouest de l'Irak fut confronté à des unités irakiennes qui l'obligèrent à se replier et abandonna derrière lui des véhicules.
Depuis 2007, les forces spéciales britanniques ont mené des centaines d'opérations en Afghanistan et ont souffert de pertes relativement élevées pour leurs faibles effectifs. Trois membres du SBS ont été tués dans ce pays en date d'août 2010 et un autre a péri en Irak, des dizaines d'autres ont été blessés.
Le budget de l'unité est passé de 17 millions de livres sterling en 2001 à 160 en 2010.

## Organisation actuelle
De nos jours, le SBS est divisé en 4 squadrons, tous stationnés à Poole dans le Dorset :
- C Squadron ;
- X Squadron ;
- Z Squadron ;
- M Squadron ;
- SBS Reserve.

Les quatre escadrons opérationnels représentent au total entre 250 et 300 militaires et ne sont pas spécialisés dans tel ou tel type de missions. Chaque escadron assure à tour de rôle une mission (contre-terrorisme, formation, reconnaissance, etc.)